# Малая Ния
Малая Ния — река в России, протекает в Карагайском районе Пермского края. Устье реки находится в 57 км по правому берегу реки Обва . Длина реки составляет 14 км.
Исток реки на Верхнекамской возвышенности в 10 км юго-восточнее села Козьмодемьянск. Течёт на юго-запад, затем поворачивает на северо-запад. Протекает деревни Долганово, Борино, Потанино, Гущино, Ния. Приток — Лазаревка (правый). Впадает в Обву южнее села Козьмодемьянск чуть ниже устья Язьвы.

## Данные водного реестра
По данным государственного водного реестра России относится к Камскому бассейновому округу, водохозяйственный участок реки — Кама от города Березники до Камского гидроузла, без реки Косьва (от истока до Широковского гидроузла), Чусовая и Сылва, речной подбассейн реки — бассейны притоков Камы до впадения Белой. Речной бассейн реки — Кама.
По данным геоинформационной системы водохозяйственного районирования территории РФ, подготовленной Федеральным агентством водных ресурсов:
- Код водного объекта в государственном водном реестре — 10010100912111100009646
- Код по гидрологической изученности (ГИ) — 111100964
- Код бассейна — 10.01.01.009
- Номер тома по ГИ — 11
- Выпуск по ГИ — 1